# Chloritany

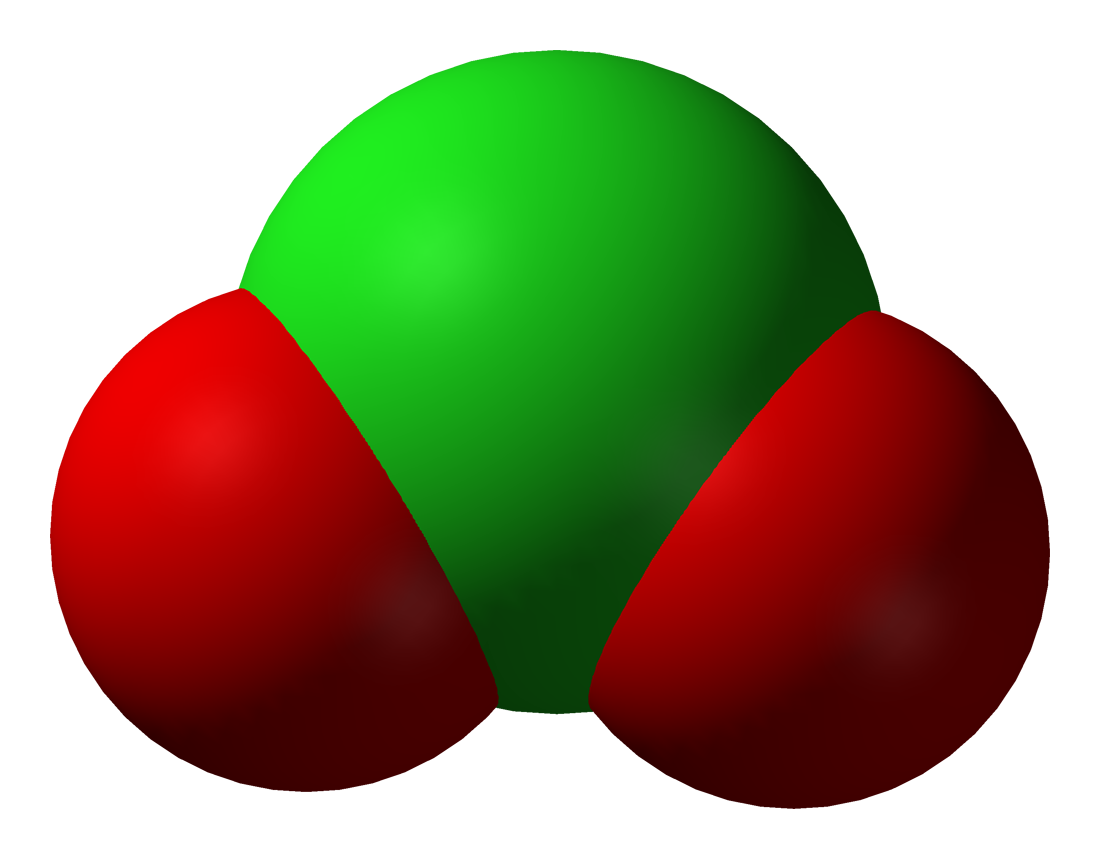
struktura aniontu

Chloritany jsou soli kyseliny chlorité, obsahují chloritanový aniont (ClO2)−.
Jedná se o silná oxidační činidla.
Příklady:
- Chloritan sodný
- Chloritan draselný
- Chloritan amonný
- Chloritan olovnatý